# Polizei
Polizei is een lied van de Nederlandse rapper Jebroer. Het werd in 2019 als single uitgebracht en stond in hetzelfde jaar als dertiende track op het album Jebroer 4 life.

## Achtergrond
Polizei is geschreven door Tim Kimman en Max Oude Weernink en geproduceerd door Oude Weernink. Het is een nummer uit de genres nederhop en hardstyle. Het is een nummer dat een protestlied is van de zanger, ten opzichte van zijn tegenstanders en de politie. Er was veel ophef om de videoclip toen deze werd uitgebracht. In deze videoclip wordt een scene van televisieprogramma Wegmisbruikers nagedaan, waarin de rapper vlucht voor de politie nadat hij is aangehouden en over de snelweg racet. Vlak voordat Jebroer de video uitbracht, lekte de clip uit, waarna verschillende media dachten dat de rapper daadwerkelijk voor de politie was gevlucht. Toen de clip later werd uitgebracht, werd het door sommige omschreven als een onjuiste actie en door anderen als een goede publiciteitsstunt. Verschillende reacties van de media zijn te horen op de twaalfde albumtrack Skit - Polizei.
Voor deze muziekvideo had Jebroer een politiewagen en politie-uniformen geleend van de Nederlandse politie. De politie had met de rapper afgesproken dat het de auto niet op de openbare weg mocht en er geen beledigende teksten werden gebruikt ten opzichte van de politie en politiek. Toen de politie zag dat Jebroer zich niet aan de afspraken had gehouden, overwogen ze om juridische stappen te ondernemen. Dit werd uiteindelijk niet gedaan, maar de regels voor het uitlenen van politiekleding en -voertuigen werden wel verscherpt voor toekomste aanvragen.

## Hitnoteringen
De rapper had weinig succes met het lied in de hitlijsten van Nederland. Het had geen notering in de Single Top 100 en ook de Top 40 werd niet bereikt; het lied bleef steken op de twintigste plaats van de Tipparade.